# Association japonaise de sumo
L'association japonaise de sumo (日本相撲協会, Nihon Sumō Kyōkai, ou NSK) est l'organisme qui organise et contrôle les compétitions professionnelles de sumo au Japon depuis 1925. C'est une fondation dépendant du Ministère de l'Éducation, de la Culture, des Sports, des Sciences et de la Technologie.
Elle organise depuis 1936 les tests de sélection annuels des nouvelles recrues.
L'association change de statut en janvier 2014 pour devenir une fondation d’intérêt général (公益財団法人), et devient présidée par Yasuko Ikenobo.